# 上波赫丹尼夫卡
49°2′40″N 39°28′32″E / 49.04444°N 39.47556°E
上波赫丹尼夫卡（烏克蘭語：Верхньобогданівка）是烏克蘭東部盧甘斯克州夏斯季亞區下泰普萊市鎮内的村莊。該村始建於1710年，面積6.11平方公里，海拔高度126米，2001年人口773。